# 下乐坪关帝庙
下乐坪关帝庙，位于山西省临汾市霍州市东南部的大张镇下乐坪村。

## 建筑
下乐坪关帝庙现存正殿和献殿。正殿悬山顶，面阔三间，进深六椽，献殿正方形平面，单开间，重檐十字歇山顶。
献殿前有一堆铸铁盘龙旗杆，由绛州北关匠人陈启魁、张俊英铸于清嘉庆七年（1802年）五月，高十米余，重六千余斤。刻有楹联“忠义不磨千古勋名垂铁券，威峨有赫一方保障固金汤”。

## 保护
1985年，关帝庙公布为霍县文物保护单位。2021年8月4日，下乐坪关帝庙公布为第六批山西省文物保护单位，编号6-254。